# Tomoko Suzuki
Pour les articles homonymes, voir Suzuki (homonymie).
Tomoko Suzuki (鈴木 智子, Suzuki Tomoko), née le 26 janvier 1982, est une joueuse internationale de football japonaise.

## Biographie
Le 12 janvier 2003, elle fait ses débuts dans l'équipe nationale japonaise contre les États-Unis. Elle compte 3 sélections et 2 buts en équipe nationale du Japon de 2003 à 2005.

## Statistiques
Le tableau ci-dessous présente les statistiques de Tomoko Suzuki en équipe nationale
| Équipe du Japon | Équipe du Japon | Équipe du Japon |
| Année           | Matchs          | Buts            |
| --------------- | --------------- | --------------- |
| 2003            | 2               | 2               |
| 2004            | 0               | 0               |
| 2005            | 1               | 0               |
| Total           | 3               | 2               |